# Conflict: Korea the First Year 1950-51
Conflict: Korea the First Year 1950-51 est un jeu vidéo de type wargame créé par Norm Koger et publié par Strategic Simulations en 1992 sur IBM PC puis porté sur Amiga. Le jeu simule la guerre de Corée de 1950-1951 ainsi qu’une invasion hypothétique de la Corée du Sud par la Corée du Nord en 1995.

## Trame
Conflict: Korea retrace la première année de la guerre de Corée, qui débute le 25 juin 1950 lorsque l’armée de la république populaire démocratique de Corée lance l’invasion de la péninsule coréenne, avec le soutien de l’Union soviétique et de la république populaire de Chine. Le Conseil de sécurité des Nations unies vote alors une résolution autorisant une intervention militaire en Corée et des troupes et avions, principalement américains, sont rapidement envoyé sur place pour soutenir la Corée du Sud. Le jeu retrace ainsi l’invasion initiale de la Corée du sud, la contre-attaque américaine qui repousse l’armée nord-coréenne bien au-delà du 38e parallèle et enfin l’intervention de l’armée de la république populaire de Chine qui force les troupes internationales à se replier derrière le 38e parallèle. Outre la campagne historique, le jeu inclus également un scénario hypothétique qui se déroule en 1995, donc avec un arsenal moderne, et qui retrace une nouvelle tentative nord-coréenne  de réunifier le pays,.

## Système de jeu
Conflict: Korea est wargame qui simule, au niveau tactique et opérationnel, la première année de la guerre de Corée. Le jeu se déroule au tour par tour, chaque tour représentant une semaine, sur une carte de la Corée allant de Pusan au sud jusqu’à la frontière avec la république populaire de Chine au nord. La carte est divisée en cases hexagonales, dont l’affichage est optionnel, qui représentent une distance approximative de quinze kilomètres. Sur la carte, les unités représentent des régiments ou des divisions. Outre les combats terrestres, le jeu simule la puissance aérienne des deux camps, qui peut être gérées par l’ordinateur ou directement par le joueur. Chaque escadron est caractérisé dans trois domaines : la supériorité aérienne, l’interdiction et le support terrestre. Les conditions météorologiques impactent la puissance aérienne disponible mais même par mauvais temps, une fraction des avions restent opérationnel. Le jeu simule également les capacités amphibies de certaines unités des forces internationales, ainsi que leur capacité de faire appel à des troupes de parachutistes. 
Le jeu peut se jouer seul contre l'ordinateur ou à deux. Outre la campagne, qui retrace la première année du conflit, le jeu propose deux scénarios historiques. Le premier simule l’invasion d’Inchon par la 1re Division des Marines, en septembre 1950, qui implique notamment l’utilisation d’unités amphibies. Le second se déroule en novembre 1950, alors que les forces internationales sont sur le point de contrôler la totalité de la péninsule coréenne, et retrace la contre-attaque de l’armée de la république populaire de Chine. Enfin, le jeu propose un scénario hypothétique qui retrace une nouvelle tentative nord-coréenne  de réunifier le pays en 1995. Dans celui-ci, les belligérants disposent donc d’un arsenal plus moderne et, pour équilibrer le conflit, le jeu considère que les américains sont impliqués dans d’autres conflits à travers le monde, et qu’il ne dispose donc pas de l’ensemble de leurs forces,.

## Développement et publication
Conflict: Korea est le troisième volet d’une série de wargame développé par Norm Koger et publié par Strategic Simulations, après Red Lightning  (1989) et Conflict: Middle East  (1991). S’il s’appuie sur le même moteur de jeu que ces prédécesseurs, il bénéficie tout de même d’amélioration notamment au niveau des graphismes, qui passe en VGA, et de l’intelligence artificielle. Il est publié par Strategic Simulations en 1992 sur IBM PC puis sur Amiga,.

## Accueil
| Conflict: Korea |      |       |
| Média           | Pays | Notes |
| Amiga Action    | GB   | 56 %  |
| Amiga Format    | GB   | 70 %  |
| CGW             | US   | 2.5/5 |
| Gen4            | FR   | 60 %  |